# Talisman Energy
Talisman Energy Inc. (S&P/TSX 60) fue una empresa multinacional petrolífera de origen canadiense con sede en Calgary (Canadá). Fue líder en exploración y producción de petróleo y gas y una de las mayores compañías de petróleo y de gas independientes de Canadá. Fue fundada en 1992 por el cambio de nombre de BP Canadá Ltd. Antes, la británica BP se deshizo de su 57% de participación. 
Sus operaciones se extendieron por 18 países que incluían a Canadá (British Columbia, Alberta, Ontario, Saskatchewan, Quebec), Estados Unidos (Pensilvania, Nueva York, Texas), Colombia, Argelia, Reino Unido, Noruega, Indonesia, Malasia, Vietnam, Papúa Nueva Guinea, Timor Oriental, Australia y Kurdistán. Talisman Energy también construyó una planta eólica en el Mar del Norte (Escocia). Contaba con unas reservas de 800 millones de barriles.

## Historia
Supertest Petroleum Corporation fue fundada en 1923 en Ontario. En 1953, la empresa British Petroleum (BP) entró en el mercado canadiense a través de la compra de una participación minoritaria. El holding canadiense de British Petroleum fue rebautizado BP Canadá en 1969; y en 1971, adquirió el 97,8% de las acciones de Supertest. Posteriormente, Supertest pasó a llamarse a BP Canada Ltd, y otros intereses canadienses de British Petroleum se fusionaron a la nueva empresa. A finales de 2013 Talisman recibió una oferta de la francesa GDF Suez. Al final, en diciembre de 2014, la petrolera española Repsol anunció la compra de la empresa canadiense por 10.460 millones de euros.